# Zálesí 1.díl
Zálesí 1.díl je díl vesnice Zálesí, část městyse Maršovice v okrese Benešov. Nachází se asi 1 km na východ od Maršovic. V roce 2009 zde bylo evidováno 23 adres.
Zálesí 1.díl leží v katastrálním území Maršovice u Benešova o výměře 7,69 km².

## Historie
První písemná zmínka o vesnici pochází z roku 1552.
Za druhé světové války se ves stala součástí vojenského cvičiště Zbraní SS Benešov a její obyvatelé se museli 1. dubna 1944 vystěhovat.